# 北加罗丘陵县
北加罗丘陵县（North Garo Hills District）是印度東北部梅加拉亞邦的一個縣。首府設於雷蘇貝爾帕拉，面積1,113平方公里，2001年人口118,325，人口密度每平方公里106人。